# Kowalczyki (Myszków)
Kowalczyki – część miasta Myszkowa w południowo-zachodniej części miasta, przyległa do Będusza. Stanowi teren głównie rolniczy, mało zaludniony. Rozpościera się wzdłuż ulicy o tej samej nazwie.

## Historia
Kowalczyki to dawne pustkowie, od 1867 w gminie Pińczyce. W latach 1867–1926 należały do powiatu będzińskiego, a od 1927 do zawierciańskiego. W II RP przynależały do woj. kieleckiego. 4 listopada 1933 gminę Pińczyce podzielono na siedem gromad. Pustkowie Kowalczyki wraz z wsią Będusz, folwarkiem Będusz, folwarkiem Fraszulka, pustkowiem Labry, pustkowiem Potasznia i pustkowiem Smudzówka ustanowiły gromadę o nazwie Będusz w gminie Myszków.
Podczas II wojny światowej włączone do III Rzeszy. Po wojnie gmina Pińczyce przez bardzo krótki czas zachowała przynależność administracyjną, lecz już 18 sierpnia 1945 roku została wraz z całym powiatem zawierciańskim przyłączone do woj. śląskiego.
W związku z reformą znoszącą gminy jesienią 1954 roku Kowalczyki weszły w skład gromady Będusz, która 1 stycznia 1956 weszła w skład nowo utworzonego powiatu myszkowskiego w tymże województwie. Po zniesieniu gromady Będusz 31 grudnia 1959 weszły w skład gromady Pińczyce.
W latach 1973–1976 ponownie w gminie Pińczyce, od 1975 w województwie katowickim. 15 stycznia 1976 wraz z Będuszem wyłączone z gminy Pińczyce i włączone do Myszkowa.